# Partido Social Liberal Croata
O Partido Social Liberal Croata (em croata:  Hrvatska socijalno-liberalna stranka, HSLS) é um partido político da Croácia.
O partido foi fundado em 1989, tendo sido o primeiro partido fundado na Croácia, após a introdução do sistema multipartidário na Jugoslávia.
Inicialmente, o HSLS seguia uma linha próxima do social liberalismo, sendo um aliado do Partido Social-Democrata da Croácia, mas, nos tempos mais recentes, o partido aproximou-se do conservadorismo liberal e tornando-se próximo da União Democrática Croata.
O partido é membro do Partido da Aliança dos Liberais e Democratas pela Europa e da Internacional Liberal, sendo liderado por Darinko Kosor.

## Resultados eleitorais

### Eleições presidenciais
| Data    | Candidato apoiado        | 1ª Volta | 1ª Volta   | 2ª Volta  | 2ª Volta   |
| Data    | Candidato apoiado        | Votos    | %          | Votos     | %          |
| ------- | ------------------------ | -------- | ---------- | --------- | ---------- |
| 1992    | Drazen Budisa            | 585 535  | 21,9 (2.º) |           |            |
| 1997    | Vlado Gotovac            | 382 630  | 17,8 (3.º) |           |            |
| 2000    | Drazen Budisa            | 741 837  | 27,7 (2.º) | 1 125 969 | 44,0 (2.º) |
| 2005    | Durda Adlesic            | 59 795   | 2,7 (4.º)  |           |            |
| 2009/10 | Ivo Josipović            | 640 594  | 32,4 (1.º) | 1 339 385 | 60,3 (1.º) |
| 2014/15 | Kolinda Grabar-Kitarović | 665 379  | 37,2 (2.º) | 1 114 945 | 50,7 (1.º) |

### Eleições legislativas
| Data | Votos   | %          | +/- | Deputados | +/-     | Status            | Aliança                 |
| ---- | ------- | ---------- | --- | --------- | ------- | ----------------- | ----------------------- |
| 1992 | 466 356 | 17,7 (2.º) |     | 14 / 138  |         | Oposição          |                         |
| 1995 | 279 245 | 11,6 (3.º) | 6,1 | 12 / 127  | 2       | Oposição          |                         |
| 2000 | N/D     | N/D        |     | 25 / 151  | 13      | Governo           | Coligação com SDP       |
| 2003 | 100 335 | 4,0 (6.º)  |     | 2 / 151   | 23      | Governo           | Coligação com DC        |
| 2007 | 161 814 | 6,5 (3.º)  | 2,5 | 2 / 153   | Estável | Governo           | Coligação Verde-Amarela |
| 2011 | 71 077  | 3,0 (9.º)  | 3,5 | 0 / 151   | 2       | Extra-parlamentar |                         |
| 2015 | N/D     | N/D        |     | 2 / 151   | 2       | Governo           | Coligação Patriótica    |
| 2016 | N/D     | N/D        |     | 1 / 151   | 1       | Governo           | Coligação com HDZ       |

### Eleições europeias
| Data | Votos  | %         | +/- | Deputados | +/-     | Aliança                    |
| ---- | ------ | --------- | --- | --------- | ------- | -------------------------- |
| 2013 | 28 646 | 3,9 (4.º) |     | 0 / 12    |         | Coligação com HSS          |
| 2014 | 22 098 | 2,4 (6.º) | 1,5 | 0 / 11    | Estável | Coligação do Centro Croata |